# Family Holidays in Denmark - You'll love it!
Family Holidays in Denmark - You'll love it! er en dansk dokumentarfilm fra 1978 instrueret af David Williams.

## Handling
Turistfilm, beregnet til det engelske marked, der viser de seværdigheder og fornøjelser, Danmark kan tilbyde en familie på ferie.